# Gerbillus maghrebi
Gerbillus maghrebi (Піщанка магрибська) — вид родини мишеві (Muridae).

## Поширення
Ендемік північної частини Марокко. Цей вид живе в скелястих та глинистих областях, його також можна виявити на покинутих полях.